# Плотникова (Кудымкарский район)
Плотникова — деревня в Кудымкарском районе Пермского края. Входила в состав Степановского сельского поселения. Располагается на реке Зюльган восточнее от города Кудымкара. Расстояние до районного центра составляет 5 км. По данным Всероссийской переписи населения 2010 года, в деревне проживало 140 человек (66 мужчин и 74 женщины).

## История
По данным на 1 июля 1963 года, в деревне проживало 278 человек. Населённый пункт входил в состав Сервинского сельсовета.